# The Outfield
The Outfield was een Britse rockband uit Londen. Ze zijn vooral bekend van hun hit Your Love uit 1986.

## Biografie
Aan het einde van de jaren 70 van de twintigste eeuw vormden zanger Tony Lewis, gitarist John Spinks en drummer Alan Jackman een band genaamd Sirius B. Hun stijl sloeg niet aan vanwege de populariteit van punkrock in Engeland, waardoor de bandleden besloten uit elkaar te gaan. Na een paar jaar kwamen de mannen echter weer bij elkaar om een band te vormen genaamd The Baseball Boys. Ze gaven diverse optredens in Engeland, waardoor ze ontdekt werden en in 1984 een platencontract mochten tekenen bij Columbia Records.
De band kreeg de reputatie erg Amerikaans te klinken. Op aanraden van hun manager, een Amerikaan die in Engeland woonde, veranderden The Baseball Boys de bandnaam in The Outfield.
In 1985 verscheen hun eerste album, Play Deep. Dit album werd meteen een succes, en betekende de doorbraak voor The Outfield. De eerste single Say It Isn't So was niet zo succesvol, maar de tweede single Your Love werd in een aantal landen een hit. De derde single All the Love in the World was weer minder succesvol. In Nederland was Your Love de enige hit die The Outfield had.
Hun tweede album Bangin', kwam uit in 1987. Dit album was minder succesvol dan de voorganger, en de eerste single, Since You've Been Gone, werd enkel in de Verenigde Staten een klein hitje. In 1989 verscheen het derde album van The Outfield, Voices of Babylon. Het titelnummer van dit album verscheen als eerste single, en werd een klein hitje in een paar landen.
In 2014 werd The Outfield opgeheven. 
Op 9 juli 2014 stierf John Spinks op 60-jarige leeftijd aan leverkanker. En op 19 oktober 2020 overleed Tony Lewis onverwacht op 62-jarige leeftijd. 

## Discografie

### Studioalbums
- Play Deep (1985)
- Bangin' (1987)
- Voices of Babylon (1989)
- Diamond Days (1990)
- Rockeye (1992)
- It Ain't Over... (1998)
- Extra Innings (1999)
- Any Time Now (2004)
- Replay (2011)

### Singles
- Say It Isn't So (1985)
- Your Love (1986)
- All the Love in the World (1986)
- Everytime You Cry (1986)
- Since You've Been Gone (1987)
- Bangin' on My Heart (1987)
- Alone with You (1987)
- No Surrender (1987)
- Voices of Babylon (1989)
- My Paradise (1989)
- The Night Ain't Over (1989)
- Part of Your Life (1989)
- For You (1990)
- Take It All (1991)
- Closer to Me (1992)
- Winning It All (1992)
- Going Back (1992)
- It's All About Love (2003)
- California Sun (2011)
- A Long, Long Time Ago (2011)
- A Little Piece of Luck (2011)

### Hitnoteringen

#### Albums
| Album met eventuele hitnotering(en) in de Nederlandse Album Top 100 | Datum van verschijnen | Datum van binnenkomst | Hoogste positie | Aantal weken | Opmerkingen |
| ------------------------------------------------------------------- | --------------------- | --------------------- | --------------- | ------------ | ----------- |
| Play Deep                                                           | 1986                  | 03-05-1986            | 43              | 8            |             |

#### Singles
| Single met eventuele hitnotering(en) in de Nederlandse Top 40 | Datum van verschijnen | Datum van binnenkomst | Hoogste positie | Aantal weken | Opmerkingen |
| ------------------------------------------------------------- | --------------------- | --------------------- | --------------- | ------------ | ----------- |
| Your Love                                                     | 1986                  | 03-05-1986            | 12              | 7            |             |

#### NPO Radio 2 Top 2000
| Nummer met noteringen in de NPO Radio 2 Top 2000 | '20  | '21  | '22  | '23  | '24  |
| ------------------------------------------------ | ---- | ---- | ---- | ---- | ---- |
| Your Love                                        | 1994 | 1820 | 1499 | 1488 | 1461 |

1. ↑  Een vetgedrukt getal geeft de hoogste notering aan.
2. ↑  2020 was het eerste jaar met een notering voor dit nummer.